# 四棱山梅花
四棱山梅花（学名：Philadelphus tetragonus）为虎耳草科山梅花属下的一个种。

## 扩展阅读
- 維基物種上的相關：四棱山梅花